# Rachel Kolly

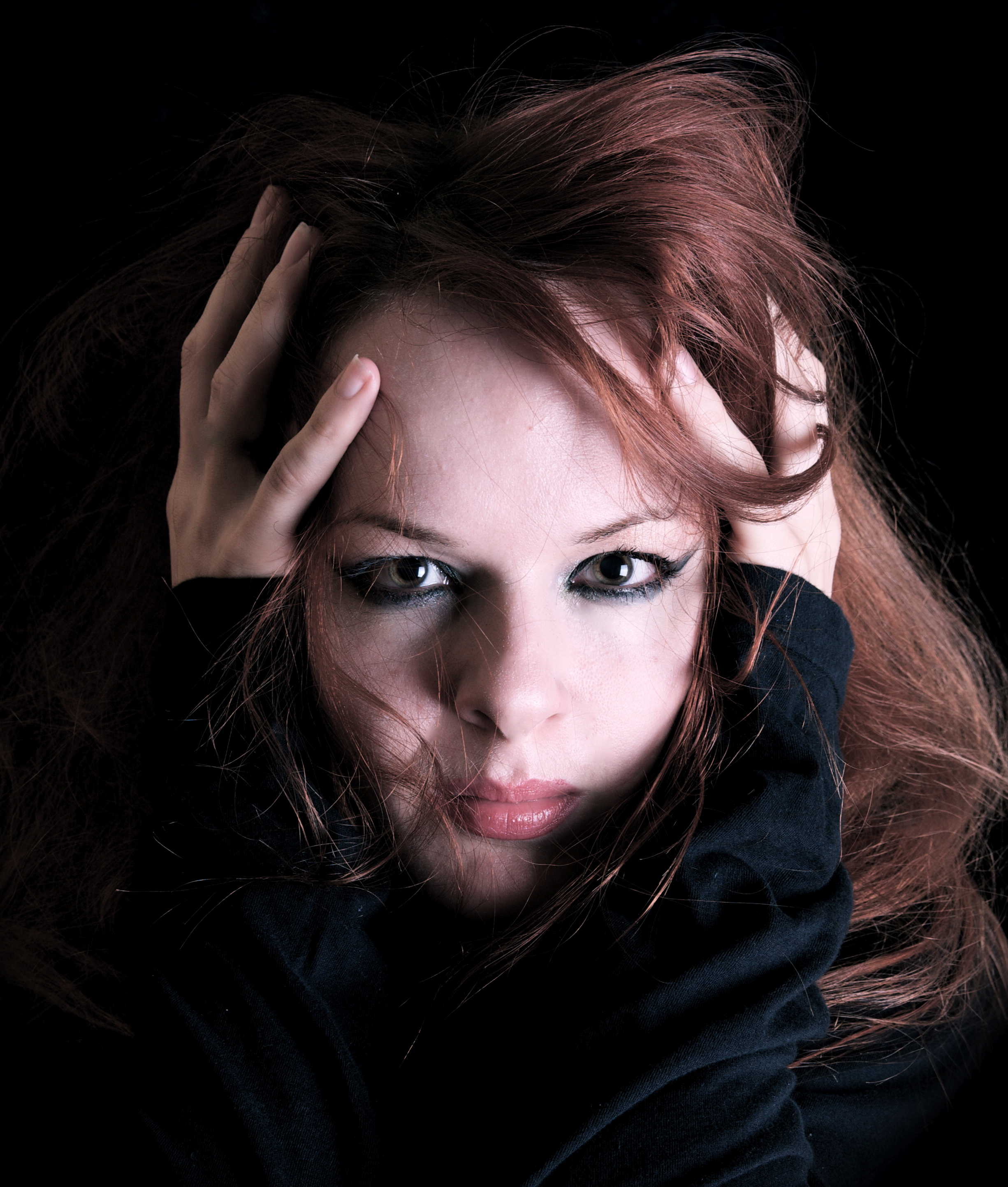
Rachel Kolly d’Alba (2009)

Rachel Elise Marie-Claude Kolly d’Alba (* 21. Mai 1981 in Lausanne) ist eine Schweizer Geigerin.

## Ausbildung
Rachel Kolly d’Alba erhielt mit fünf Jahren ihren ersten Geigenunterricht. Ihre Ausbildung erhielt sie am Conservatoire de Lausanne, das sie im Alter von 15 Jahren mit einem Lehrdiplom abschloss. Sie besuchte anschliessend die Meisterklasse von Igor Ozim an der Hochschule für Musik und Theater Bern, wo sie ihr Solistinnendiplom ablegte. Zu ihren Lehrern zählen Franco Gulli, Ivry Gitlis, Boris Kuschnir, Hansheinz Schneeberger und Thomas Kakuska (Alban Berg Quartett). Rachel Kolly d’Alba ergänzte ihre Ausbildung durch das Studium der zeitgenössischen Musik, Musikanalyse und Komposition und verfasste mehrere Werke (Kompositionen), einige davon in Zusammenarbeit mit Komponisten wie Tristan Murail, Éric Gaudibert oder Jürg Wyttenbach. Zur Zeit (Stand 2024) ist sie daran eine Dissertation zum Gebrauch des Vibrato im 19. Jh. an der Universität in Bern zu schreiben.

## Karriere
Rachel Kolly d’Alba debütierte mit 12 Jahren als Solistin und trat seither mit Orchestern auf, wie dem NHK Symphony Orchestra Tokyo, dem BBC Philharmonic, dem Rotterdams Philharmonisch Orkest, dem WDR Sinfonieorchester Köln, dem hr-Sinfonieorchester Frankfurt, dem Nürnberger Symphoniker, dem Bournemouth Symphony Orchestra BSO, dem RAI Symphonie-Orchester (Turin), dem Mailand Symphony Orchestra (Milano), dem Orchestre National des Pays de la Loire, dem Orchestre de Chambre de Lausanne, dem Orchestre de chambre de Toulouse, dem Sinfonie Orchester Biel Solothurn, dem Real Orquesta Sinfónica de Sevilla, dem Orquesta Filarmónica de Málaga, dem Orquesta Filarmónica d'Asuncion (Paraguay), dem Orquesta Filarmónica de Santiago (Chile), dem Berner Symphonieorchester dem Berner Kammerorchester, dem Kammerorchester Bolzano (Haydn Chamber), dem Orchestra della Svizzera italiana, dem Litauischen Nationalorchester, oder dem Jenaer Philharmonie. Sie war bei Festivals zu Gast, wie dem Menuhin-Festival Gstaad, den Incontri Internazionali di musica da camera in Este, dem Schleswig-Holstein Musik Festival, dem Festival von Poitiers oder Menton, dem Festival International Encuentros und dem Mozarteum am Teatro Colón von Buenos Aires, dem Sigall in Chile, dem International Festival of Flanders sowie den Murten Classics. Kammermusikalisch konzertiert sie  mit dem Schweizer Pianisten Christian Chamorel.
Sie arbeitete mit Dirigenten wie Dmitri Kitaïenko, Laurent Gendre, John Axelrod, José Serebrier, Pascal Rophé, Kaspar Zehnder, Jean-Jacques Kantorow, Zolt Nagy, Hervé Klopfenstein, Daniel Kawka, François-Xavier Roth oder Marc Kissóczy.
Rachel Kolly d’Alba ist darüber hinaus die erste Schweizerin, deren CDs bei Warner Music Group produziert werden. Im Jahre 2010 erschien ihre CD Passion Ysaÿe, die den sechs Solo-Sonaten op. 27 ihres Lieblingskomponisten Eugène Ysaÿe gewidmet ist. Bevor sie dieses Album aufnahm, nahm sie Kontakt mit der Familie von Yyaÿe auf um über die Entstehungsgeschichte des Werkes mehr zu erfahren. Im Jahr 2012 wurde sie mit dem ICMA Award für ihre im vergangenen Jahr erschienene CD-Einspielung French Impressions aus 215 Nominierungen als beste Aufnahme des Jahres der Kategorie «Concertos» ausgezeichnet. In dieser Aufnahme konzertiert Kolly d’Alba als Solistin an der Seite der Dirigenten Jean-Jacques Kantorow und John Axelrod. Die CD ist den Werken für Violine und Orchester der französischen Komponisten Saint-Saëns, Chausson, Ravel und des Belgiers Ysaÿe gewidmet. Im Oktober 2012 veröffentlichte Warner Classics & Jazz die CD American Serenade. In dieser Einspielung spielt sie mit dem Orchestre National des Pays de la Loire, unter der Leitung des Dirigenten John Axelrod, verschiedene Werke für Violine und Orchester der Komponisten Leonard Bernstein, George Gershwin und Franz Waxman.
Kolly d’Alba hat im September 2017 dem «Prix culturel Musique 2017» der Kulturstiftung des Kantons Waadt gewonnen. Die Preisverleihung fand im Palais de Rumine in Lausanne statt. Ihre letzte CD ist Lyrical Journey, die für den ICMA awards 2018 (International classical music awards) nominiert wurde. Im März 2024 erschien mit Brahms: Violinsonaten eine Zusammenarbeit mit dem Pianisten Christian Chamorel. Sie hat für dieses Album viel zum Werk Brahms recherchiert und eine eigene Interpretation eingespielt. Das Album soll im Gegensatz zu den herkömmlichen Brahms Albums leichter sein.

## Privatleben
Rachel Kolly d’Alba ist verheiratet, hat eine Tochter und lebt in Basel und Montreux.

## Aufnahmen
- 2005: Contemporary music from Switzerland and Armenia for violin and ensemble. (Vassena’s violin Konzert und Werke von Gaudibert, Frauchiger u. a.)
- 2006: French Recital für Violine und Klavier (Debussy, Fauré, Ysaÿe, Lili Boulanger, Ravel) mit Atena Carte, Klavier (Artlab)
- 2007: Tournée Européenne (Concerto for violin and Choir von Nystedt, Ave Maria) mit Choeur des XVI (Artlab)
- 2010: Passion Ysaÿe (Warner Classics)
- 2011: French Impressions Werke für Violine und Orchester von Ravel, Saint-Saëns, Chausson, Ysaÿe (Warner Classics)
- 2012: American Serenade, Werke für Violine und Orchester von Bernstein, Gershwin, Waxman, mit John Axelrod (Warner Classics)
- 2015: Fin de siècle, Werke von Franck (Sonata) und Chausson (Concert), mit dem Pianisten Christian Chamorel und Spektral Quartet (Aparté)
- 2017: Lyrical Journey, Werke von Strauss (Sonata) und Lekeu (Sonata), mit dem Pianisten Christian Chamorel (Indesens)
- 2024: Brahms: Violinsonaten, mit dem Pianisten Christian Chamorel